# Masters de Shanghái 2010
El 2010 Shanghai Rolex Masters es un torneo de tenis masculino que se jugará del 10 de octubre al 17 de octubre de 2010 sobre pista dura. Es la edición número 2 del llamado Masters de Shanghái. Toma lugar en Qizhong Forest Sports City Arena en Shanghái, China.

## Campeones

### Individuales masculinos
Andy Murray vence a  Roger Federer, 6–3, 6–2.

### Dobles masculinos
Jürgen Melzer /  Leander Paes vencen a  Mariusz Fyrstenberg /  Marcin Matkowski, 7–5, 4–6, [10–5].
| Predecesor: Shanghái 2009              | Masters de Shanghái 2010 | Sucesor: Shanghái 2011         |
| Predecesor: Masters de Cincinnati 2010 | ATP Masters Series 2010  | Sucesor: Masters de París 2010 |